# Černčice (Ústí nad Labem)
Černčice é uma comuna checa localizada na região de Ústí nad Labem, distrito de Louny.